# Hoplia usambarica
Hoplia usambarica är en skalbaggsart som beskrevs av Moser 1918. Hoplia usambarica ingår i släktet Hoplia och familjen Melolonthidae. Inga underarter finns listade i Catalogue of Life.